# Manzini Wanderers FC
Manzini Wanderers Football Club w skrócie Manzini Wanderers FC – suazyjski klub piłkarski grający w pierwszej lidze suazyjskiej, mający siedzibę w mieście Manzini.

## Sukcesy
- I liga[1]:
  - mistrzostwo (6): 1983, 1985, 1987, 1999, 2002, 2003.

- Puchar Eswatini[2]:
  - zwycięzca (1): 1984.

- Superpuchar Eswatini[2]:
  - zwycięzca (1): 2002, 2003, 2005.

## Występy w afrykańskich pucharach
| Sezon | Rozgrywki                 | Runda   | Kraj       | Klub               | Dom | Wyjazd | Dwumecz |
| ----- | ------------------------- | ------- | ---------- | ------------------ | --- | ------ | ------- |
| 1984  | Puchar Mistrzów           | wstępna | Mozambik   | GD Maputo          | 0–1 | 1–1    | 1–2     |
| 1985  | Puchar Zdobywców Pucharów | 1       | Zambia     | Mufulira Wanderers | 0–0 | 0–2    | 0–2     |
| 1986  | Puchar Mistrzów           | 1       | Madagaskar | AS Sotema          | 1–3 | 2–3    | 3–6     |
| 1988  | Puchar Mistrzów           | wstępna | Botswana   | Township Rollers   | 2–0 | 4–1    | 6–1     |
| 1988  | Puchar Mistrzów           | 1       | Uganda     | Villa SC           | 1–4 | 1–1    | 2–5     |
| 1993  | Puchar CAF                | wstępna | Zimbabwe   | CAPS United        | –   | –      | –       |
| 1993  | Puchar CAF                | 1       | Tanzania   | Simba SC           | 0–1 | 0–1    | 0–2     |

## Stadion
Domowe mecze klub rozgrywa na stadionie o nazwie Mavuso Sports Centre w Manzini. Stadion może pomieścić 5000 widzów.